# The Bottle Imp
The Bottle Imp es el séptimo episodio de la segunda temporada de la serie de televisión estadounidense de drama/policíaco/sobrenatural/Fantasía oscura Grimm. El guion principal del episodio fue escrito por el guionista Alan Di Fiore, y la dirección general estuvo a cargo de Darnill Martin. 
El episodio se transmitió originalmente el 12 de octubre del año 2012 por la cadena de televisión NBC. Mientras que en América Latina el episodio se estrenó el 12 de noviembre del mismo año por el canal Unniversal Channel.
En este episodio Nick y Hank se involucran en el caso de un peligroso hombre que aparentemente ha puesto en peligro la vida de su hija. Renard recibe una llamada de su antigua subordinada Adalind Schade, quien está determinada a averiguar al responsable de la muerte de su madre, por su otra parte, Monroe se mete en un enorme lío al intentar cubrir a Rosalee en la tienda de especias. 

## Argumento
Luego de tener un sueño en el que Juliette recuperaba la memoria de su noviazgo y aceptaba con felicidad su secreto mejor guardado, Nick se despierta de su fantasía para adentrarse en un día de trabajo. En otra parte de Portland, un Wesen recoge a su hija para pasar un tiempo juntos, pero en el momento que los dos se detienen a cargar el auto de gasolina, el hombre enloquece con la rabia que le produce cada retraso a su destino, hasta el grado en el que ataca salvajemente al gerente de la gasolinera. 
Unas cuantas horas después, la escena es investigada por Nick, Hank y Wu, quienes gracias a las cintas de vídeo de seguridad, consiguen identificar las placas de la camioneta del agresor: William Granger, un hombre con antecedentes por violencia. Nick y Hank van a buscar al criminal a su hogar, pero allí descubren a una malherida Lilly Granger, la esposa de William, quien pregunta por su hija. Nick nota que Lilly es una Wesen y llega a la conclusión de que el esposo es el responsable y al parecer ha secuestrado a su propia hija.
Ambos regresan a la comisaría para investigar las propiedades de William con la esperanza de hallar el paradero del hombre y su hija. En ese momento, Juliette llega al lugar a saludar a su novio con la esperanza de refrescarse la memoria, pero al llegar, la veterinaria tiene su primer encuentro con el capitán Renard, lo que la deja de cierta forma algo angustiada, ya que en le momento que se saluda con el hombre, Juliette recuerda que fue el quien la beso en el hospital antes de despertar del coma. Renard se encierra en su oficina, afectado por su encuentro con la novia de su subordinado. De repente, el príncipe recibe una llamada de Adalind, quien pregunta por el responsable de la muerte de su madre. Renard se rehúsa a responderle y le exige respuestas por su participación en el coma de Juliette y su recurrente paradero. Adalind alega que solo actuó por venganza y se muestra muy feliz de saber que la veterinaria esta despierta puesto que esperaba la intervención de su exjefe, con tal de garantizar su plan. Tras el fin de la conversación, Renard revela que ha estado obsesionándose con Juliette, al escribir constantemente en nombre de la misma en su laptop.    
En la tienda de especias de Rosalee, Monroe se prepara para sustituir a su interés amoroso en un día rutinario de trabajo. Como primer trabajo Monroe tiene que preparar una medicina para Leroy Estes, un Mauzhert con severos problemas de equilibrio. A pesar de que Monroe prepara con cuidado la medicina, no es sino hasta después de una conversación telefónica con Rosalee, en la que el Blutbad descubre que agregó un ingrediente equivocado en el remedio de Leroy. Monroe sale en busca de su primer cliente, solo para encontrarlo completamente enloquecido debido a la medicina adulterada. Sin más opción que imponer la fuerza, Monroe noquea a Leroy y le inserta el antídoto para salvarlo. 
Mientras Wu investiga en la comisaría las cosas de William, Hank y Nick van por primera vez juntos al camper de la tía Marie, donde Nick le muestra con entusiasmo los manuales de los Wesen y las armas de sus ancestros. Hank descubre entre las cosas la escopeta contra Siegbertase y reconoce inmediatamente que fue el arma utilizada en contra de Oleg Stark, específicamente la noche que se enfrentó a él. Nick le confiesa que fue Monroe quien lo rescató aquella ocasión, ocasionando que Hank se sienta en deuda con el Wesen que le tiene miedo. Poco después los dos reanudan la investigación y descubren a la especie de los Granger, los Dragn-Zorn, una especie que enloquece fácilmente con la ira y que suelen ocultarse bajo tierra cuando se sienten amenazados. Al poco tiempo los dos reciben una llamada de Wu quien les notifica que los Grangers compraron un mini depósito que no se encuentra en su hogar, provocando que tanto Nick y Hank deduzcan de inmediato el paradero de los desaparecidos.
Con la ayuda de refuerzos, Nick y Hank interceptan y rescatan a April en el escondite de su familia, aunque no encuentran a William, debido a que este se encontraba de compras en ese momento. April es llevada a un hogar adoptivo debido a la condición crítica de su madre y de la desaparición de su padre. Nick cree que William intentará eliminar a su propia esposa y junto a su compañero se dirige al hospital donde se encuentra internada la herida Drang-Zorn. En el hospital, Nick acorrala exitosamente a William en la habitación de Lilly solo para descubrir que, la responsable del ataque a Lilly y de la muerte del empleado en la gasolinera es nada menos que April, debido a que los Drang-Zorn en sus primeros años de vida no pueden controlar su ira manifestada en berrinches. Dándose cuenta de su error, Nick corre al hogar de adopción donde impide que April asesine a un empleado del lugar y con la ayuda de una amiga Lowen de Monroe, el Grimm consigue encargarse de la peligrosa April.
Esa misma noche, Nick y Juliette tienen una cena romántica, donde la última vuelve a manifestar ciertos recuerdos de su novio, pero en el momento en que los dos se besan, esta visualiza para su sorpresa el rostro de Sean Renard.

## Elenco
- David Giuntoli como Nick Burkhardt.
- Russell Hornsby como Hank Griffin.
- Bitsie Tulloch como Juliette Silverton.
- Silas Weir Mitchell como Monroe.
- Sasha Roiz como el capitán Renard.
- Bree Turner como Rosalee Calvert.
- Reggie Lee como el sargento Wu.

## Producción
La frase tradicional al comienzo del episodio es parte de un pequeño cuento alemán recopilado por los hermanos Grimm llamado "El espíritu en la botella." Aunque el nombre del episodio es el mismo de un cuento con una trama bastante parecida. Por otra parte, el resto de la trama del episodio, no presenta alguna otra referencia al relato al que debe su frase de apertura. 

### Guion
En una entrevista a Entertainment Weekly, en la que se le cuestionó a Russell Hornsby sobre su posible aparición en el camper de la tía Marie. El actor contestó: 

"¿Saben que?. No puedo decirlo"

En una entrevista con Bitsie Tulloch en la que se le preguntó específicamente de la futura relación de su personaje con el capitán Renard, la actriz contestó lo siguiente: 

"yo no sé, si se me dejen pero ya verán más, y no han visto lo último de eso. Ella fue envenenada, y él (Renard) tuvo que envenenarse y pasar por una metamorfosis con el fin de salvarla, y luego la besa y la trae de vuelta a la vida. Así que si son o no conscientes de ello o si lo desean, están inexplicablemente 
conectados.."

### Continuidad
- Juliette y Renard están obsesionándose mutuamente por culpa del hechizo de Adalind, quien como se dio a entender, no solo se está vengando de Nick, sino de Renard.
- Hank por fin entra al camper de la tía Marie y descubre que Monroe le salvó la vida en el caso de Oleg Stark.
- Adalind hace su reaparición desde que escapo de Portland, aunque su paradero sigue permaneciendo como un misterio.

## Recepción

### Audiencia
En el día de su transmisión original en los Estados Unidos por la NBC, el episodio fue visto por un total de 5.010.000 de telespectadores.

### Crítica
El episodio ha recibido críticas mixtas entre los críticos y los fanáticos de la serie:
Emily Rome de Entertainment Weekly, comento lo satisfecha que quedó, con la dinámica de la nueva relación entre Nick y Hank, además de considerar la trama de Monroe como la parte cómica del episodio. La crítica también resalto lo "cruel" que eran las escenas relacionadas con las inmidentes consecuencias de lo ocurrido entre el capitán Renard y Juliette. "El hecho de que veamos esa escena del sueño nos indica que cuando (si es que) Juliette recupere su memoria sobre Nick, no será nada parecido a esto. No hay oportunidad de que la realidad sea así de fácil, alegre; y con arcoíris y cachorritos para Nick. Concentremosnos en el resto del episodio ¡Monroe luchando en la tienda de especias! ¡Hank finalmente va al tráiler de la tía Marie! ¡Definitivamente hay algo entre Renard y Juliette! ¡Y Adalind esta de regreso!
Kevin McFarland de AV Club le dio a episodio una B- en una categoría de la A a la F argumentando: "The Bottle Imp no es solo un típico episodio de Grimm, si no que ofrece una hora sin descanso de una trama predecible a los espectadores que buscan algo más que un programa olvidable, mientras el resto del país mira béisbol".